# Petrosino-Strasatti vasútállomás
Petrosino-Strasatti vasútállomás egy vasútállomás Olaszországban, Szicília régióban, Trapani megyében, Petrosino településen. Forgalma alapján az olasz vasútállomás-kategóriák közül a bronz kategóriába tartozik.

## Vasútvonalak
Az állomást az alábbi vasútvonalak érintik:
- Alcamo Diramazione–Castelvetrano–Trapani railway